# 三輪建二
三輪 建二（みわ けんじ、1956年7月 - ）は、日本の教育学者

## 略歴
1956年東京都生まれ。麻布中学校・高等学校を経て、1981年東京大学法学部私法コース卒、1986年から2年間、DAAD（ドイツ学術交流会）給費留学生としてミュンスター大学に留学。1990年同大学院教育学研究科博士課程満期退学。1993年「戦後ドイツ連邦共和国における日常意識志向の成人教育方法論に関する学説史研究」で博士（教育学）（東京大学）。東海大学、上智大学、お茶の水女子大学（同附属中学校長を兼任）、星槎大学大学院での教授を経て。2024年から昭和大学認定看護師教育センター客員教授となる。専門は成人学習論、省察的学習論、専門職教育論。祖父は政治家・元衆議院議員三輪寿壮、父は医学者（血液学）の三輪史朗。

## 著書
- 『現代ドイツ成人教育方法論ー成人の日常意識とアイデンティティ』東海大学出版会 1995
- 『ドイツの生涯学習ーおとなの学習と学習支援』東海大学出版会 2002
- 『おとなの学びを育むー生涯学習と学びあうコミュニティの創造』鳳書房 2009
- 『生涯学習の理論と実践』放送大学教育振興会 2010
- 『祖父三輪寿壮ー大衆と歩んだ信念の政治家』鳳書房 2017
- 『おとなの学びとは何かー学び合いの共生社会（増補版）』鳳書房 2020
- 『わかりやすい省察的実践－実践・学び・研究をつなぐために』医学書院 2023
- 『父三輪史朗－医の臨床家・研究者・教育者の歩み』中央公論事業出版 2024

### 共編著
- 『生涯学習と自己実現 新訂』堀薫夫共編著. 放送大学教育振興会 2006
- 『生涯学習社会の展開』中村香共編著. 玉川大学出版部 2012

### 翻訳
- ヨハネス・ヴァインベルク『変動する社会と成人教育』玉川大学出版部 1995
- パトリシア・A.クラントン『おとなの学びを拓くー自己決定と意識変容をめざして』入江直子, 豊田千代子共訳 鳳書房 1999
- クラウス・マイセル 他著『おとなの学びを支援するー講座の準備・実施・評価のために』鳳書房 2000
- マルカム・ノールズ『成人教育の現代的実践ーペダゴジーからアンドラゴジーへ』堀薫夫共監訳. 鳳書房 2002
- パトリシア・A.クラントン『おとなの学びを創るー専門職の省察的実践をめざして』入江直子共監訳. 鳳書房 2004
- シャラン・B.メリアム, ローズマリー・S.カファレラ『成人期の学習 理論と実践』立田慶裕共監訳. 鳳書房 2005
- ドナルド・A.ショーン『省察的実践とは何かープロフェッショナルの行為と思考』柳沢昌一共監訳. 鳳書房 2007
- ユーリア・エンゲストローム『変革を生む研修のデザインー仕事を教える人への活動理論』松下佳代共監訳 鳳書房 2010
- ジャック・メジロー『おとなの学びと変容ー変容的学習とは何か』金澤睦共監訳. 鳳書房 2012
- マルカム・ノールズ『成人学習者とは何かー見過ごされてきた人たち』堀薫夫共監訳. 鳳書房 2013
- ナンシー・アップルヤード, キース・アップルヤード著, スーザン・ウォレス シリーズ編集『教師の能力開発ー省察とアクションリサーチ』鳳書房 2018
- イアン・ラシュトン, マーティン・スーター『教師の省察的実践ー学校教育と生涯学習』鳳書房 2018
- スーザン・ウォレス著『教師がまとめる研究論文－量的研究・質的研究・アクションリサーチ』鳳書房 2020

## 論文
- <三輪建二